# Александра Асімакі
Александра Асімакі (28 червня 1988) — грецька ватерполістка.
Учасниця Олімпійських Ігор 2008 року.
Чемпіонка світу з водних видів спорту 2011 року.